# Pat Hanrahan

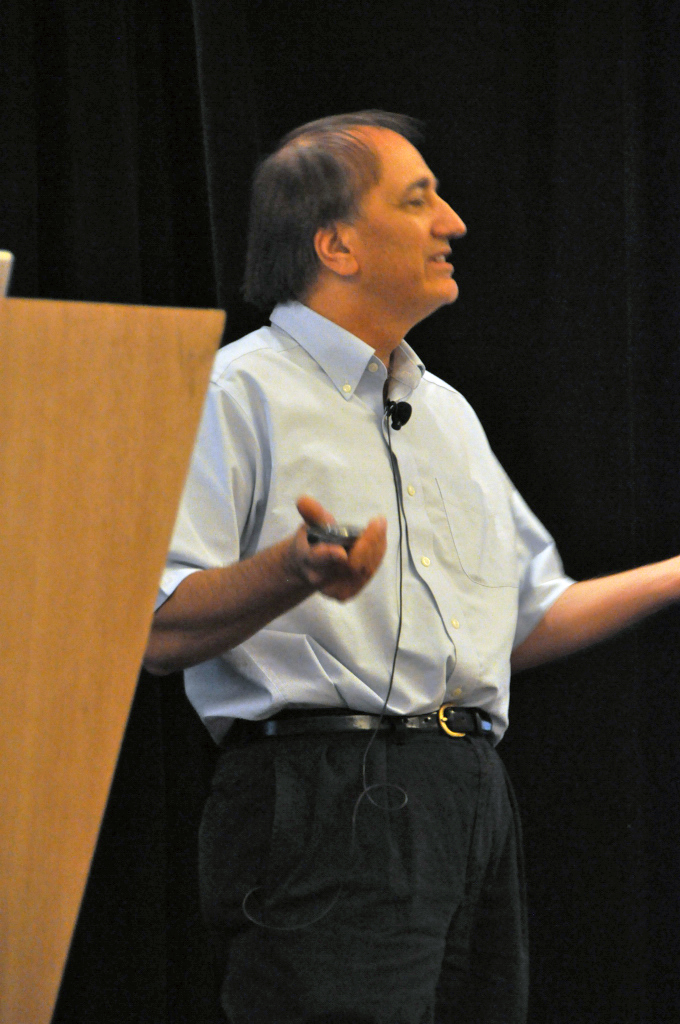
Hanrahan năm 2009

Patrick M. Hanrahan (sinh năm 1955) là nhà nghiên cứu đồ họa máy tính, Giáo sư Canon Khoa học máy tính và Kỹ thuật điện trong Phòng thí nghiệm đồ họa máy tính tại Đại học Stanford.
Nghiên cứu của ông tập trung vào thuật toán kết xuất, đơn vị xử lý đồ họa, cũng như minh họa khoa học và trực quan hóa.  Ông đã nhận được nhiều giải thưởng, bao gồm cả giải Turing năm 2019.

## Giáo dục và học thuật
Hanrahan lớn lên ở Green Bay, Wisconsin và nhận bằng tiến sĩ. trong sinh lý học từ Đại học Wisconsin, Madison Madison năm 1985. 
Vào những năm 1980, ông làm việc tại Học viện công nghệ New York Phòng thí nghiệm đồ họa máy tính và Digital Equipment Corporation (Tập đoàn thiết bị kỹ thuật số) Ed Catmull.